# Лемешев, Игорь Павлович
И́горь Па́влович Ле́мешев (14 апреля 1945, Свердловск) — советский и российский художник. Заслуженный художник России (2006). Лауреат Государственной премии РСФСР имени братьев Васильевых (1989). Член Союза кинематографистов Российской Федерации, член Московского Союза художников (МСХ), член общества SPADEM.

## Биография
Родился 14 апреля 1945 года в Свердловске, в эвакуации.
С 1954 по 1956 год учился в художественной школе им. И. Э. Грабаря. В 1963 году окончил Московскую художественную школу (МСХШ) при институте им. Сурикова.
В 1969 году окончил художественный факультет ВГИКа (мастерская М. А. Богданова и Мясникова). Дипломной работой его были эскизы и экранизация произведения Э. Ионеско «Гнев».
С 1970 года плодотворно работает в кино, театре и на ТВ. Среди основных работ в кино: «Маленькие трагедии» (телеспектакль, реж. Л. Пчелкин), «Сказ про то, как царь Пётр арапа женил» (реж. А. Митта), «Мёртвые души» и «Крейцерова соната» (реж. М. Швейцер), «Странная история доктора Джекила и мистера Хайда» (реж. А. Орлов), «Мнимый Больной» (реж. Л. Нечаев), «Сад» и «Иона» (реж. А. Кайдановский), «Нефертити» (реж. Ги Жиль, Франция), «Северный сфинкс» (реж. А. Сиренко) и др.
В Государственном Академическом Большом театре оформил балет «Калина красная» (балетмейстер А. Петров, 1978 год).
Оформил спектакль «Буря» по У. Шекспиру, реж. Т. Кязимов, в Азербайджанском драматическом театре им. М. Азизбекова в Баку в 1973 году.
Игорь Лемешев — автор многих культовых[уточнить] киноплакатов «Совэкспотрфильма» 1970—1980 годов. В их числе — к фильмам «Пять вечеров» и «Несколько дней из жизни Обломова» (реж. Н. Михалков), «Сталкер» (реж. А. Тарковский), «Ашик-Кериб» (реж. С. Параджанов), «Мы из джаза» (реж. К. Шахназаров), к фильмам С. Соловьева и др. За плакат к фильму « Агония» (реж. Э. Климов) был удостоен премии кинорынка в Голливуде.
В настоящее время Лемешев успешно работает в живописи, в станковой и книжной графике. Участник многочисленных московских, российских и зарубежных выставок. Произведения И. П. Лемешева неоднократно экспонировались на художественных выставках в Германии, Италии, Франции и США.
Персональные выставки: галерея «New Way» Евпатория (1996), галерея «Усадьба» в Старосадском переулке (1997), галерея «А-3» (1998), галерея в г. Аррас, Франция (2004), выставочный зал МОСХ на Кузнецком мосту (2016). галерея «Кино» (2018)
Его работы находятся в коллекциях Министерства Культуры РФ, музея А. С. Пушкина, музея Н. В. Гоголя, Государственного Центрального Музея Кино, галереи «М` Арс», галереи «Филипс» Париж, а также в частных собраниях во Франции, Италии, США, Канаде, Германии, Швеции, Финляндии и России.
Живёт и работает в Москве.

## Награды
- Диплом МОСХа «Лучший художник кино» (1984) — За эскизы к фильму «Мёртвые души»
- Государственная премия РСФСР имени братьев Васильевых (1989) — за фильм «Крейцерова соната»
- Звание « Заслуженный художник России» (2006)
- Награждён Серебряной медалью Российской Академией Художеств (2016) — за серию портретов деятелей кино

## Фильмография
- 1970 — Удивительный мальчик (реж. А. Орлов, В Пекур)
- 1971 — Маленькие трагедии (реж. Л. Пчёлкин)
- 1972 — Нервы… Нервы… (реж. В. Зобин)
- 1973 — Царская милость (реж. П. Массальский, М. Муат)
- 1975 — Принимаю на себя (реж. А. Орлов)
- 1976 — Сказ про то, как царь Пётр арапа женил (реж. А. Митта)
- 1979 — Мнимый больной (реж. Л. Нечаев)
- 1983 — Сад (реж. А. Кайдановский)
- 1984 — Иона, или Художник за работой (реж. А. Кайдановский)
- 1984 — Мёртвые души (реж.  М. Швейцер)
- 1985 — Странная история доктора Джекила и мистера Хайда (реж. А. Орлов)
- 1987 — Крейцерова соната (реж. М. Швейцер, С. Милькина)
- 1988 — Шаг (реж. А. Митта)
- 1992 — Искупительная жертва (реж. А. Иванов)
- 1993 — Нефертити (реж. Ги Жиль. Франция)
- 1998 — Чёрное море 213 (реж. Р. Айзенман. США)
- 2003 — Северный сфинкс (сериал. реж. А. Сиренко)
- 2005 — Гражданин начальник-2 (сериал. реж. А. Кордон)
- 2007 — Натурщица (реж. Т. Воронецкая)
- 2009 — Двойная пропажа (реж. В. Лонской)